# Parafia Matki Bożej Ostrobramskiej w Rząsinach
Parafia Matki Bożej Ostrobramskiej w Rząsinach – parafia rzymskokatolicka w dekanacie Gryfów Śląski w diecezji legnickiej.  Jej proboszczem jest ks. mgr lic. Paweł Opala. Erygowana w 1959.